# Réal (Pyrénées-Orientales)
Réal (katalanisch Real) ist eine französische Gemeinde mit 75 Einwohnern (Stand 1. Januar 2022) im Département Pyrénées-Orientales in der Region Okzitanien. Sie gehört zum Arrondissement Prades und zum Kanton Les Pyrénées catalanes.

## Geografie
Die Gemeinde Réal liegt in den Pyrenäen an der oberen Aude, in die hier der Zufluss Lladura einmündet. Nachbargemeinden von Réal  sind Escouloubre im Norden, Le Bousquet im Nordosten, Sansa im Osten, Formiguères im Südwesten und Puyvalador im Nordwesten.

## Bevölkerungsentwicklung
| Jahr      | 1962 | 1968 | 1975 | 1982 | 1990 | 1999 | 2018 |
| Einwohner | 99   | 71   | 53   | 44   | 25   | 31   | 64   |

## Sehenswürdigkeiten
- Kirche Saint-Romain (Monument historique)
- Lac de Puyvalador